# Chichi ariki
Chichi ariki (父ありき, chichi ariki, lit. "há um pai") (Brasil: Era uma vez um Pai/Portugal: Havia um Pai) é um filme japonês de 1942 dirigido por Yasujirō Ozu.

## Sinopse
Shuhei Horikawa (Chishū Ryū) trabalha como professor de matemática em uma escola fundamental. Viúvo, ele tem um filho de dez anos chamado Ryohei (Haruhiko Tsuda), que estuda na mesma escola. Certo dia, enquanto levava sua turma para uma excursão, um de seus alunos se afoga depois de fugir com um outro colega para uma viagem secreta de barco. Shuhei se culpa pelo acidente e abandona o emprego de professor por remorso.
Shuhei matricula seu filho em uma escola secundária na cidade de Ueda, Nagano, onde Ryohei estuda num internato, e vai trabalhar em Tóquio para financiar a educação de seu filho.
Os anos passam e Ryohei (Shūji Sano) já com 25 anos, termina a faculdade e arruma um emprego como professor em Akita. Shuhei agora trabalha como balconista em uma fábrica têxtil de Tóquio e os dois se encontram ocasionalmente. Ryohei pensa em deixar seu emprego de professor para se juntar a seu pai em Tóquio, mas Shuhei o repreende por não cumprir a suas obrigações no trabalho. Ryohei tira férias de dez dias para se juntar ao pai. Junto com o diretor aposentado Makoto Hirata (Takeshi Sakamoto), Shuhei participa de uma reunião com seus ex-alunos e o grupo relembra seus tempos de escola. Quando Shuhei volta para casa, sofre um ataque cardíaco e é internado no hospital. Pedindo à filha de Hirata, Fumiko (Mitsuko Mito) para cuidar de seu filho, ele morre logo depois. A cena final mostra Ryohei e sua nova esposa Fumiko retornando para Akita, com uma urna contendo as cinzas de seu pai no bagageiro; os dois concordam em morar juntos com o irmão mais novo de Fumiko.

## Elenco
- Chishū Ryū como Shuhei
- Shūji Sano como Ryohei (quando adulto)
- Haruhiko Tsuda como Ryohei (quando criança)
- Shin Saburi como Yasutaro Kurokawa
- Takeshi Sakamoto como Makoto Hirata
- Mitsuko Mito como Fumi
- Shinichi Himori como Minoru Uchida
- Kōji Mitsui como ex-aluno

## Produção

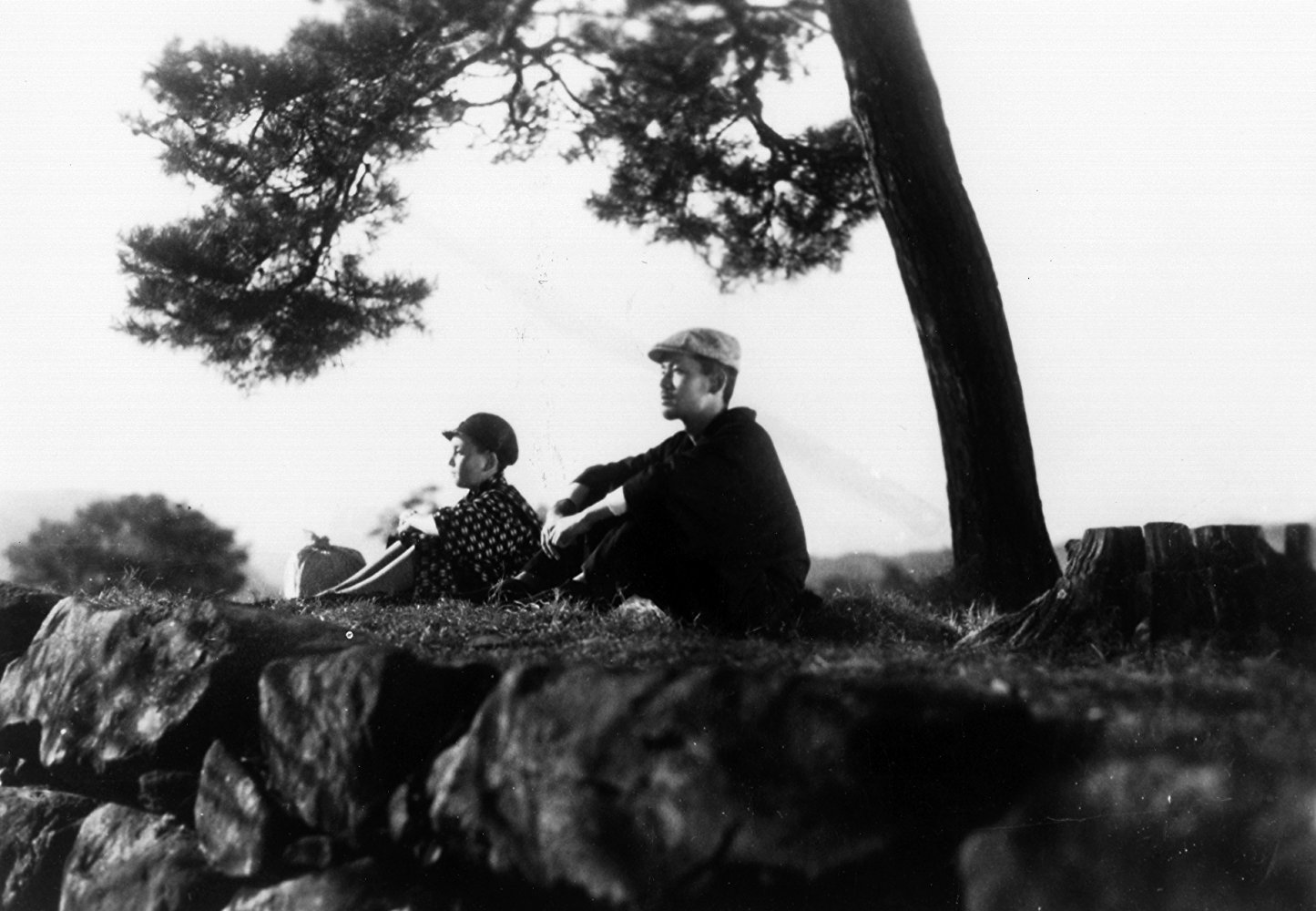
Cena do filme Chichi ariki (1942)

Yasujirō Ozu escreveu o primeiro rascunho de Chichi ariki antes de sua viagem à China em 1937. Ao retornar ao Japão, reescreveu-o sentindo que “ainda poderia ser melhorado”.

## Lançamento
Chichi ariki foi lançado em 1º de abril de 1942. Em 2023, cenas representando poesia e música patrióticas que haviam sido cortadas de suas únicas cópias existentes pelos censores da ocupação na aliada no Japão foram restauradas para apresentação do filme no Festival de Cinema de Veneza.

## Recepção
Chichi ariki ficou em segundo lugar numa pesquisa anual da Kinema Junpo, intitulada de Dez Melhores Filmes do Japão. Atualmente, o longa possui uma classificação de 100% no Rotten Tomatoes. Trevor Johnston, da Time Out, elogiou o desempenho de Ryu, argumentando que a "subestimação estoica do ator oferece uma atuação comovente para sempre". Richard Brody, do The New Yorker, escreveu: "Em nuances arrepiantes como a dor silenciosa de Shuhei, sua rígida deferência à autoridade, sua alegre antecipação do serviço militar de Ryohei e as lições serenas de Ryohei sobre o poder destrutivo da dinamite, Ozu revela uma sociedade caminhando cegamente em direção a um abismo e destruindo seu futuro em nome do passado."

## Mídia doméstica
Chichi ariki foi lançado em DVD junto com outro filme de Ozu, Hitori musuko, pela The Criterion Collection em 13 de julho de 2010.
Em 2011, o BFI lançou Higanbana em DVD para a Região 2, com Chichi ariki sendo um filme bônus embutido no disco.